# A Tale of Two Sisters
A Tale of Two Sisters (Janghwa, Hongryeon), sydkoreansk skräckfilm från 2003 regisserad av Ji-woon Kim. Den är inspirerad av den koreanska folksagan Janghwa Hongreyon-jon från Joseondynastin. Filmen hade svensk premiär den 25 mars 2005.

## Handling
Två systrar, "Janghwa" och "Hongryeon", hamnar på mentalsjukhus efter att deras mor tog livet av sig. Efter att de får komma hem hamnar de i konflikt med den nya kvinnan som deras pappa träffar. Kvinnan hotar dem att skicka tillbaka dem till mentalsjukhuset, och en av systrarna har planer på att mörda henne. Sedan inträffar mystiska saker i huset.

## Rollista (i urval)
- Su-mi – Su-jeong Lim
- Su-yeon – Moon Geun Young
- Eun-joo (styvmodern) – Jung-ah Yum
- Moo-hyeon (fadern) – Kap-su Kim